# Consell de Seguretat Nuclear
El Consell de seguretat nuclear (CSN) és la institució espanyola encarregada de controlar l'efecte de les radiacions ionizants sobre treballadors, medi ambient i població, i la seguretat d'instal·lacions nuclears i radioactives. Depén directament de les Corts Generals. S'encarrega anualment d'enviar un informe al Congrés dels Diputats i al Senat on s'indica l'activitat desenvolupada durant l'any anterior. També aporta les dades operatives de les centrals nuclears situades en territori espanyol, informant de la manera d'operació, potència tèrmica, potència elèctrica, pressió primari, temperatura primari, concentració de Bor, entre d'altres.
Va ser creat per la Llei 15/1980 de 22 d'abril.
En les instal·lacions del CSN es troba una biblioteca que conté més de 7000 volums de tot el relacionat amb el camp de l'energia nuclear, entre els quals podem trobar monografies, informes tècnics, títols de revistes, normes, informes anuals i congressos.2019
Es troba a Madrid. Lloc on es pot observar un museu on s'expliquen fonaments sobre les radiacions ionizants, petits experiments perquè els visitants observin l'acció d'aquestes sobre una persona o objecte.2019

## Organització
Està format per un President i quatre Consellers amb una permanència de 6 anys. Són nomenats pel Govern d'Espanya després que la Comissió d'Indústria del Congrés haja acceptat els candidats designats.
Els càrrecs del president i els consellers són incompatibles totalment amb qualsevol altre càrrec o funció retribuïda. El Consell és independent de l'Administració Central de l'Estat espanyol i està regulat per un estatut aprovat pel govern espanyol.
El Consell informa regularlment a les Corts Generals amb un informe. Els dictàmens del Consell són vinculants quan impliquen condicionar o denegar un permís o autorització.

## Presidents
- Donato Fuejo Lago
- Juan Manuel Kindelán Gómez de Bonilla
- María Teresa Estevan Bolea
- Carmen Martínez Ten
- Fernando Martí Scharfhausen[3]
- Josep Maria Serena Sénder[4]
- Juan Carlos Lentijo Lentijo

1. 1 2 3 4  Pérez de Lama, Ernesto (dir.). Manual del Estado Español 1999.  Madrid: LAMA, 1998, p. 639. ISBN 84-930048-0-4.
2. ↑  La dirección del Consejo de Seguridad Nuclear avala la reapertura de Garoña, El País, 23 de gener de 2017
3. ↑  Los cinco miembros del Consejo de Seguridad Nuclear, El Períodico, 9 de febrer de 2017
4. ↑  «Nomenament» (en castellà).   BOE, 29-03-2019. [Consulta: 30 març 2019].